# Selecció femenina de futbol d'Espanya
|  | Aquest article tracta sobre l'equip femení. Si cerqueu l'equip mascuí, vegeu «Selecció de futbol d'Espanya». |

La selecció femenina de futbol d'Espanya representa Espanya a les competicions internacionals de futbol femení des de 1980, i està controlada per la Reial Federació Espanyola de Futbol.
Espanya és una de les cinc seleccions nacionals que s'han proclamat campiones del món, havent-se classificat tres vegades per a la Copa Mundial Femenina de la FIFA i guanyant el títol el 2023. Juntament amb les seves seleccions juvenils, Espanya és l'actual campiona del món a les tres categories femenines (sub-17, sub-20 i absoluta). A nivell continental, Espanya s'ha classificat quatre vegades per al Campionat Femení de la UEFA, arribant a les semifinals en 1997.
Espanya va entrar al top 10 de la Classificació Mundial de la FIFA a principis de la dècada del 2020, mentre que les seves jugadores van guanyar totes les categories dels premis de la UEFA, la primera vegada d'una sola nació el 2021.

## Història

### Primers anys
Després que comencessin a aparèixer clubs clandestins de futbol femení a Espanya cap al 1970, un dels seus impulsors, Rafael Muga, va decidir crear una selecció nacional. Es tractava d'un projecte no oficial, ja que el futbol era considerat un esport inadequat per a les dones tant per la Reial Federació Espanyola de Futbol com per la Sección Femenina del Movimiento Nacional, que organitzava l'esport femení a l'Espanya franquista. Preguntat per la iniciativa el gener del 1971, el president de la RFEF, José Luis Pérez Payá, va respondre: "No estic en contra del futbol femení, però tampoc m'agrada. No em sembla femení des del punt de vista estètic. A les dones no els afavoreix anar en samarreta i pantalons curts. Qualsevol vestit regional els quedaria millor”.
Un mes més tard, el 21 de febrer del 1971, la selecció espanyola no oficial, de la qual formava part Conchi Sánchez, que jugava professionalment a la lliga italiana, va debutar a La Condomina de Múrcia contra Portugal, amb resultat d'empat a tres. L'equip no va poder lluir l'escut de la RFEF i l'àrbitre tampoc l'uniforme oficial. El 15 de juliol, amb 5 dies de retard per temes de fitxatges, va jugar el seu primer partit a l'estranger contra Itàlia a l'Stadio Comunale de Torí, patint una derrota per 8-1. A continuació, va ser convidada a la 2a edició del Mundial femení no oficial (Mundialito 1981), però la RFEF li va prohibir participar en la competició. Malgrat aquestes condicions, es va confiar a Espanya l'organització del Mundial de 1972. La RFEF va vetar el projecte, i la competició va ser cancel·lada i dissolta. La mateixa selecció espanyola no oficial es va dissoldre poc després.

### 1980s: Oficialitat de l'equip
Després de la transició a la democràcia en la segona meitat de la dècada, la RFEF va acceptar finalment el futbol femení el novembre de 1980, creant primer una copa nacional i després una selecció nacional, que finalment va debutar de la mà del seleccionador Teodoro Nieto el 5 de febrer de 1983 a A Guarda, Pontevedra. El rival va tornar a ser Portugal, que va derrotar Espanya per 0-1. Posteriorment, l'equip va jugar amistosos de dos partits contra França i Suïssa, empatant amb tots dos rivals a Aranjuez i Barcelona i perdent a Perpinyà, abans d'aconseguir finalment la seva primera victòria a Zuric (0-1). El 27 d'abril de 1985 va jugar el seu primer partit oficial a la fase de classificació per a l'Eurocopa de 1987, perdent 1-0 contra Hongria. Després de perdre els quatre primers partits, Espanya va derrotar Suïssa i va empatar amb Itàlia per acabar tercera. L'equip també va acabar en les últimes posicions del seu grup en les posteriors eliminatòries de 1989 i 1991. Després de la primera, Nieto va ser substituït per Ignacio Quereda, entrenador de l'equip des de l'1 de setembre de 1988. Anys després confessaria: Mai va haver carinyo ni suport de la Federació cap a aquelles futbolistes.

### 1990 i 2000: Creixement
La fase de classificació per a l'Eurocopa del 1995 va suposar una millora, ja que Espanya va acabar segona, a un punt d'Anglaterra, que es va classificar per al torneig final. En aquesta fase de classificació, Espanya va aconseguir la seva victòria més gran fins ara, un 17-0 sobre Eslovènia. A la fase de classificació per a l'Eurocopa de 1997 va tenir una actuació més fluixa, amb una derrota rècord per 0-8 contra Suècia a Gandia, però l'Eurocopa es va ampliar a vuit equips i Espanya tot i així va arribar a la repesca, on va derrotar Anglaterra per un global de 3-2 per classificar-se per primer cop per a la competició. En la primera fase, la selecció va empatar 1-1 contra França, va perdre 0-1 contra l'amfitriona Suècia i va vèncer 1-0 a Rússia per classificar-se pel gol average particular sobre França per a les semifinals, on va ser derrotada 2-1 per Itàlia. Els tres gols van ser obra d'Àngeles Parejo.
A aquest èxit va seguir una llarga sèrie d'eliminatòries infructuoses. A la fase de classificació per al Mundial del 1999, Espanya va quedar última per primera vegada, sense guanyar cap partit. A l'Eurocopa del 2001 va arribar a la repesca, on va patir una derrota global per 3-10 davant Dinamarca. Al Mundial del 2003 va tornar a quedar última tot i començar guanyant 6-1 a Islàndia. A l'Eurocopa del 2005, amb una victòria per 9-1 sobre Bèlgica seguida d'una ratxa de 5 partits sense marcar, va acabar 3a, darrere de Dinamarca i Noruega. En la Copa del Món de 2007, la selecció va tornar a quedar tercera, per darrere de Dinamarca i Finlàndia, tot i sumar 7 punts més.
A l'Eurocopa del 2009 Espanya va realitzar la seva millor actuació des de la fase de classificació del 1995, quedant-se fora per poc, ja que Anglaterra va aconseguir el primer lloc en remuntar un 2-0 a la segona part del darrer partit. Espanya va haver de jugar la repesca, on va perdre els dos partits contra Països Baixos. Al Mundial del 2011 Espanya va tornar a quedar 2a, sense repesca, després que Anglaterra tornés a remuntar un 2-0 al descans en el seu segon enfrontament.

### 2010s: Primeres Copes del Món
Espanya va aconseguir 16 anys després una plaça per a la fase final d'una Eurocopa. La selecció es va classificar per a l'Eurocopa Femenina de la UEFA 2013, després de vèncer Escòcia a la repesca de classificació. En la fase de grups, amb una victòria sobre Anglaterra i amb un empat contra Rússia en van tenir prou per classificar-se per a quarts de final, on va ser eliminada per Noruega.

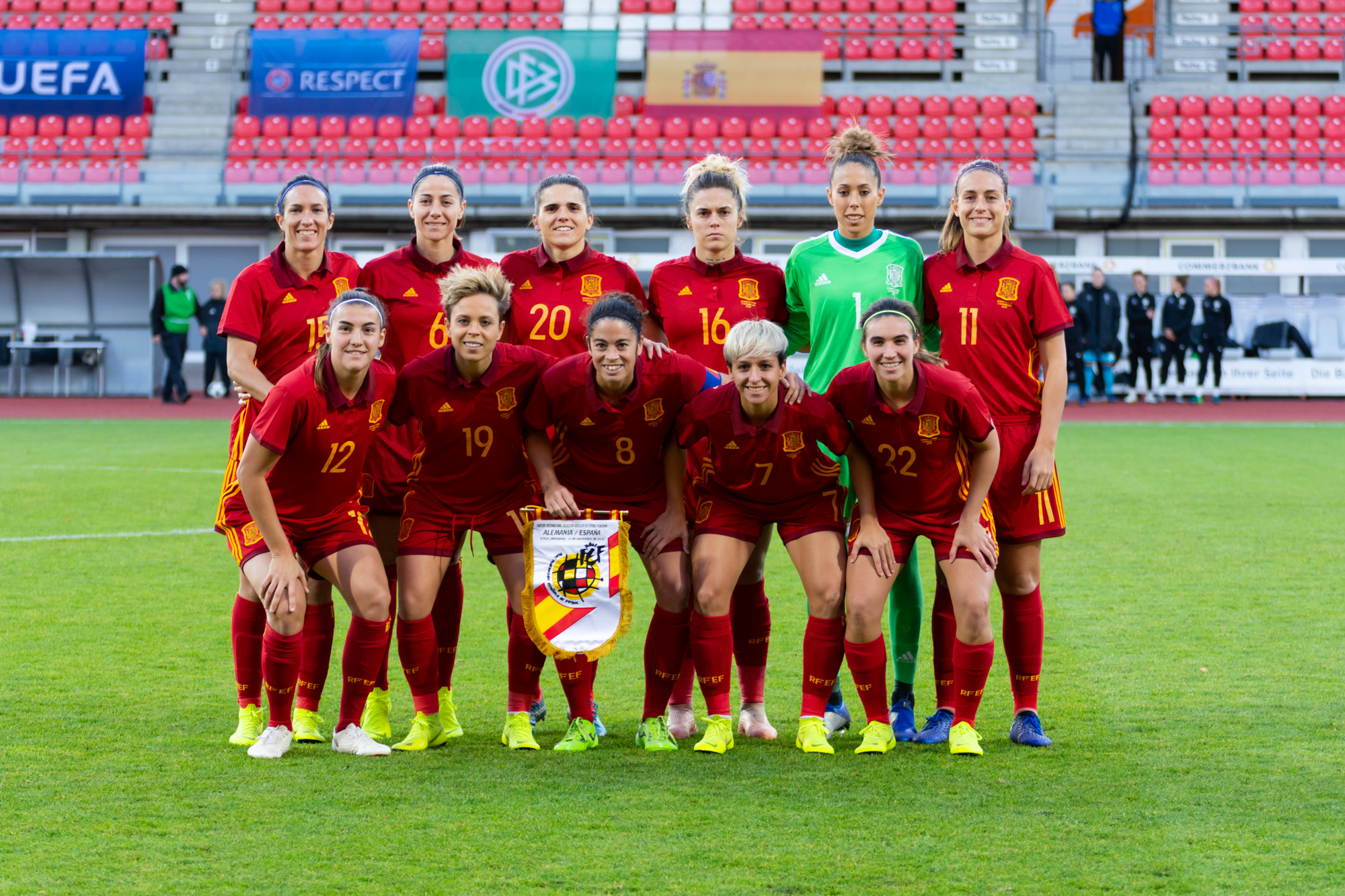
Equip de la selecció espanyola de 2018

Dos anys després, Espanya es va classificar per primera vegada en la història per a un Mundial, en guanyar nou dels seus deu partits de la fase de classificació. A la fase de grups de la Copa Mundial Femenina de la FIFA 2015. La seva campanya, però, va acabar sent un desastre. Espanya només va aconseguir un empat a 1-1 contra l'equip més feble del grup, Costa Rica, abans de perdre 0-1 contra el Brasil. A l'últim partit, contra Corea del Sud, encara va perdre 1-2 després d'un avantatge inicial, convertint-se en el pitjor equip europeu del torneig. Després del Mundial, les 23 jugadores de la plantilla van emetre un comunicat col·lectiu perquè es posés fi al regnat d'Ignacio Quereda com a seleccionador. Més tard, aquell mateix estiu, Quereda va dimitir i va ser substituït per Jorge Vilda, que anteriorment havia entrenat la selecció sub-19 i estava a la llista de candidats al Millor Entrenador Mundial de la FIFA 2014. Espanya va aconseguir classificar-se per a la UEFA Women's Euro 2017 guanyant tots els partits i avantatjant en 11 punts el segon classificat. El 2017 la selecció va participar per primera vegada a la Copa Algarve guanyant el torneig. No obstant això, la seva actuació a l'Eurocopa de 2017 va ser molt decebedora: només un partit guanyat (contra Portugal, la pitjor classificada de l'Euro), dues derrotes contra Anglaterra (0-2) i Escòcia (0-1) a la fase de grups, miraculosament Espanya es va avançar als quarts de final, on va perdre contra Àustria amb resultat de 0-0 després de la pròrroga, i després 3-5 en la tanda de penals. Finalment, la selecció nacional de futbol va ser eliminada després de més de 345 minuts sense marcar ni un sol gol.
A la Copa Mundial Femenina del 2019, Espanya va quedar enquadrada al Grup B amb la RP Xina, Sud-àfrica i Alemanya. Va quedar segona de grup i va passar a la fase eliminatòria d'un Mundial per primera vegada en la seva història, però va ser eliminada en vuitens de final pels Estats Units, la vigent campiona.

### 2020s: Generació Daurada sense brillantor
Espanya es va classificar invicta per a l'Eurocopa Femenina de la UEFA 2022 i va reunir la que seria la selecció espanyola més forta de la història, situant-se entre les principals aspirants al títol. No obstant això, just abans de començar el torneig, Espanya en va patir dos grans cops, ja que tant Jennifer Hermoso com Alèxia Putellas es van retirar per lesió. Sense les dues talentoses jugadores a l'equip, Espanya no va poder rendir al màxim pel torneig i només va arribar als quarts de final en segona posició després d'Alemanya. Espanya va rendir bé contra Anglaterra, i fins i tot es va avançar al marcador al minut 54 però van acabar perdent el partit.

#### 2022-2023 disputa i retirada de les 15
Al setembre de 2022, quinze jugadors van enviar un correu electrònic en què es retiraven de la selecció nacional. Set jugadores que no van signar la carta van afirmar que havien estat pressionats pel seu club, el Reial Madrid, perquè no ho fessin, una afirmació que el club va negar. Les queixes inicials de les jugadores incloïen la mala qualitat dels entrenaments sota les ordres de Vilda i el seu equip en comparació amb l'entorn del club, la manca de preparació tàctica per als partits i les denúncies d'un entorn de control on les jugadores eren interrogades amb freqüència sobre el seu parador i les seves compres. En l'abril de 2023, moltes de les jugadores havien entaulat converses amb la federació.

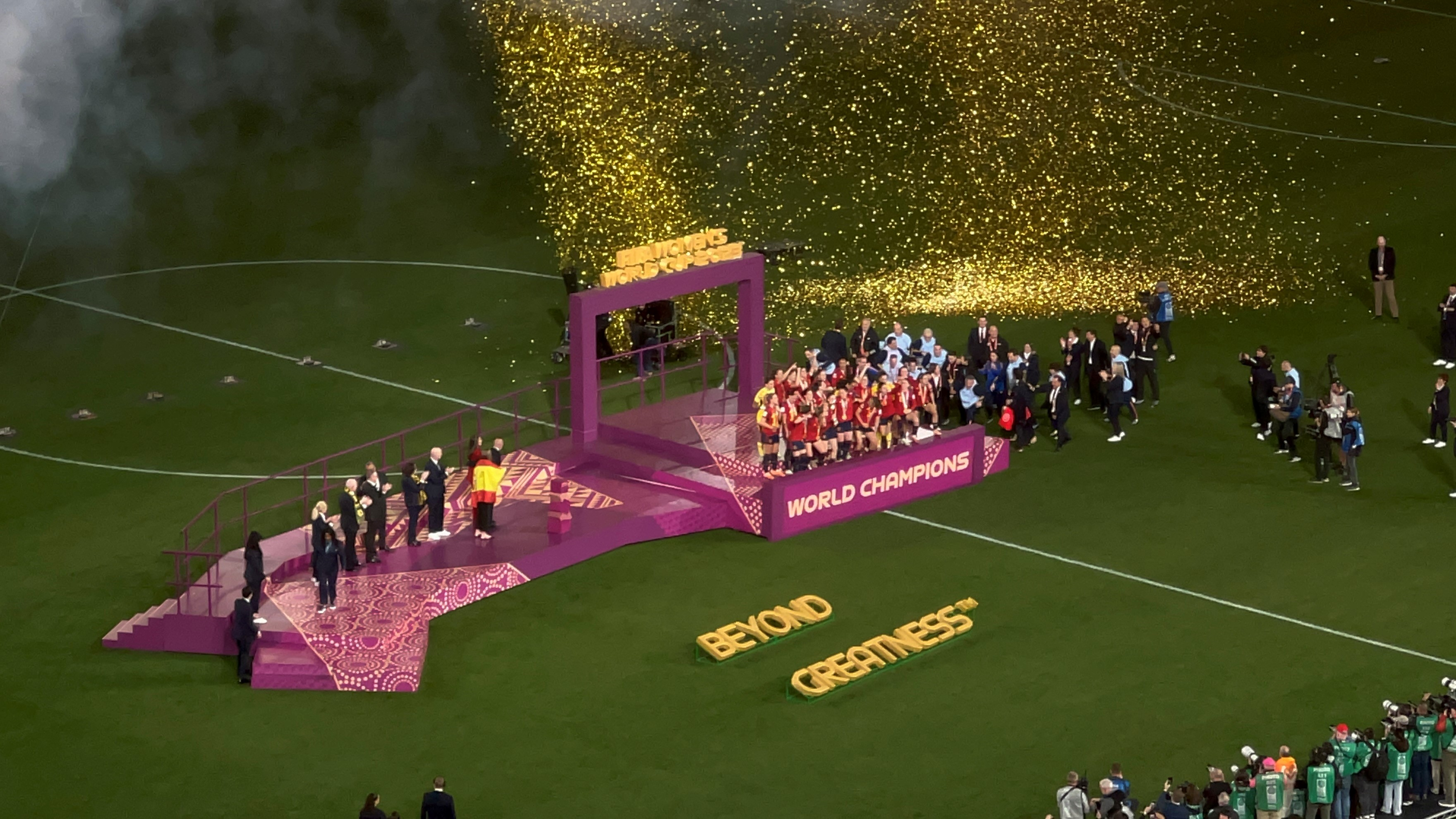
Celebració de les jugadores espanyoles per la victòria del Mundial de 2023

### Copa Mundial Femenina de la FIFA 2023
En la Copa Mundial Femenina de la FIFA 2023, Espanya va quedar segona del Grup C, on hi havia el Japó, Zàmbia i Costa Rica. A les rondes eliminatòries, Espanya va derrotar Suïssa, Holanda i Suècia per avançar a la final en què va derrotar també a Anglaterra, proclamant-se campiona del món.
Durant la cerimònia de lliurament del trofeu, el president de la Federació Espanyola de Futbol (RFEF), Luis Rubiales, va besar als llavis la jugadora espanyola Jenni Hermoso sense el seu consentiment. Cinc dies després de guanyar el Mundial, 81 jugadores (inclosa la plantilla del torneig) van anunciar que es negarien a jugar amb Espanya fins que canviés la cúpula de la RFEF a causa del cas Rubiales.

## Plantilla 2023
Les següents 23 jugadores van ser convocades per a la Copa Mundial Femenina de la FIFA 2023.
Partits i gols actualitzats a l'últim partit el 16 d'agost de 2023.

| Dorsal | Posició | Jugador                | Data de naixement/edat | Partits | Gols | Club            |
| ------ | ------- | ---------------------- | ---------------------- | ------- | ---- | --------------- |
| 1      | POR     | María Isabel Rodríguez | 23 de juliol de 1999   | 17      | 0    | Reial Madrid    |
| 13     | POR     | Enith Salón            | 24 de setembre de 2001 | 2       | 0    | València        |
| 23     | POR     | Catalina Coll          | 23 d'abril de 2001     | 3       | 0    | Barcelona       |
| 2      | DEF     | Ona Batlle             | 10 de juny de 1999     | 36      | 1    | Barcelona       |
| 4      | DEF     | Irene Paredes          | 4 de juliol de 1991    | 96      | 11   | Barcelona       |
| 5      | DEF     | Ivana Andrés           | 13 de juliol de 1994   | 50      | 0    | Reial Madrid    |
| 12     | DEF     | Oihane Hernández       | 4 de maig de 2000      | 13      | 0    | Reial Madrid    |
| 14     | DEF     | Laia Codina            | 22 de gener de 2000    | 8       | 2    | Barcelona       |
| 19     | DEF     | Olga Carmona           | 12 de juny de 2000     | 29      | 2    | Reial Madrid    |
| 20     | DEF     | Rocío Gálvez           | 14 d'abril de 1997     | 11      | 0    | Reial Madrid    |
| 3      | MIG     | Teresa Abelleira       | 9 de gener de 2000     | 21      | 2    | Reial Madrid    |
| 6      | MIG     | Aitana Bonmatí         | 18 de gener de 1998    | 53      | 19   | Barcelona       |
| 7      | MIG     | Irene Guerrero         | 12 de desembre de 1996 | 26      | 5    | Atlético Madrid |
| 11     | MIG     | Alexia Putellas        | 4 de febrer de 1994    | 108     | 28   | Barcelona       |
| 16     | MIG     | María Pérez            | 24 de desembre de 2001 | 5       | 0    | Barcelona       |
| 21     | MIG     | Claudia Zornoza        | 29 d'octubre de 1990   | 13      | 0    | Reial Madrid    |
| 8      | DAV     | Mariona Caldentey      | 19 de març de 1996     | 60      | 20   | Barcelona       |
| 9      | DAV     | Esther González        | 8 de desembre de 1992  | 43      | 26   | Unattached      |
| 10     | DAV     | Jennifer Hermoso       | 9 de maig de 1990      | 104     | 51   | Pachuca         |
| 15     | DAV     | Eva Navarro            | 27 de gener de 2001    | 15      | 3    | Atlético Madrid |
| 18     | DAV     | Salma Paralluelo       | 13 de novembre de 2003 | 14      | 8    | Barcelona       |
| 17     | DAV     | Alba Redondo           | 27 d'agost de 1996     | 33      | 14   | Llevant         |
| 22     | DAV     | Athenea del Castillo   | 24 d'octubre de 2000   | 31      | 7    | Reial Madrid    |

| FC Barcelona         | Bergara, Diéguez, O. García, R. García, Landa, Serrano           |
| Atlético Madrid      | S. Bermúdez, P. Borja, Gallardo, E. González, Meseguer, Sampedro |
| València CF          | I. Andrés, C. Férez, Ouahabi, Sullastres, Vilas, Zornoza         |
| Arsenal FC           | Corredera, Losada, N. Pablos                                     |
| Athletic Club        | Paredes, Vázquez                                                 |
| Alabama Crimson Tide | Jiménez                                                          |
| Bayern Múnic         | Boquete                                                          |
| RCD Espanyol         | Pereira                                                          |
| UD Granadilla        | M.J. Pérez                                                       |
| Montpellier HSC      | Torrecilla                                                       |
| Rayo Vallecano       | López                                                            |

| JOCS OLÍMPICS | JOCS OLÍMPICS    | JOCS OLÍMPICS | JOCS OLÍMPICS    | JOCS OLÍMPICS    | JOCS OLÍMPICS   | JOCS OLÍMPICS | JOCS OLÍMPICS  | JOCS OLÍMPICS | JOCS OLÍMPICS |
| Edició        | Classificació    | Classificació | Fase final       | Fase final       | Fase final      | Fase final    | Fase final     |               |               |
| Edició        | Fase regular     | Play-offs     | Setzens de final | Vuitens de final | Quarts de final | Semifinals    | Final / Bronze |               |               |
| ------------- | ---------------- | ------------- | ---------------- | ---------------- | --------------- | ------------- | -------------- | ------------- | ------------- |
| 1996          | Mundial 1995     |               |                  |                  |                 |               |                |               |               |
| 2000          | Mundial 1999     |               |                  |                  |                 |               |                |               |               |
| 2004          | Mundial 2003     |               |                  |                  |                 |               |                |               |               |
| 2008          | Mundial 2007     |               |                  |                  |                 |               |                |               |               |
| 2012          | Mundial 2011     |               |                  |                  |                 |               |                |               |               |
| 2016          | Mundial 2015     |               |                  |                  |                 |               |                |               |               |
| MUNDIAL       |                  |               |                  |                  |                 |               |                |               |               |
| Edició        | Classificació    | Classificació | Fase final       | Fase final       | Fase final      | Fase final    | Fase final     |               |               |
| Edició        | Fase regular     | Play-offs     | Setzens de final | Vuitens de final | Quarts de final | Semifinals    | Final / Bronze |               |               |
| 1991          | Eurocopa 1991    |               |                  |                  |                 |               |                |               |               |
| 1995          | Eurocopa 1995    |               |                  |                  |                 |               |                |               |               |
| 1999          | Ucraïna ¹        |               |                  |                  |                 |               |                |               |               |
| 2003          | Islàndia ¹       |               |                  |                  |                 |               |                |               |               |
| 2007          | Dinamarca ¹      |               |                  |                  |                 |               |                |               |               |
| 2011          | Anglaterra ¹     |               |                  |                  |                 |               |                |               |               |
| 2015          | Txèquia ¹        |               | Corea Sud ¹      |                  |                 |               |                |               |               |
| EUROCOPA      |                  |               |                  |                  |                 |               |                |               |               |
| Edició        | Classificació    | Classificació | Fase final       | Fase final       | Fase final      | Fase final    | Fase final     |               |               |
| Edició        | Fase regular     | Play-offs     | Setzens de final | Vuitens de final | Quarts de final | Semifinals    | Final / Bronze |               |               |
| 1984          |                  |               |                  |                  |                 |               |                |               |               |
| 1987          | Itàlia ¹         |               |                  |                  |                 |               |                |               |               |
| 1989          | Txecoslovàquia ¹ |               |                  |                  |                 |               |                |               |               |
| 1991          | Itàlia ¹         |               |                  |                  |                 |               |                |               |               |
| 1993          | Suècia ¹         |               |                  |                  |                 |               |                |               |               |
| 1995          | Anglaterra ¹     |               |                  |                  |                 |               |                |               |               |
| 1997          | Romania ¹        | Anglaterra    |                  |                  | França ¹        | Itàlia        |                |               |               |
| 2001          | Països Baixos ¹  | Dinamarca     |                  |                  |                 |               |                |               |               |
| 2005          | Noruega ¹        |               |                  |                  |                 |               |                |               |               |
| 2009          | Belarús ¹        | Països Baixos |                  |                  |                 |               |                |               |               |
| 2013          | Romania ¹        | Escòcia       |                  | Rússia ¹         | Noruega         |               |                |               |               |
| 2017          |                  |               |                  |                  |                 |               |                |               |               |

| GK | Tirapu (3)   | Gallardo (0)  | Paños (0)   |              |              |                |              |             |
| DF | Jiménez (3)  | Landa (3)     | Paredes (3) | García (1)   | Torrejón (3) | Andrés (0)     | Ibarra (0)   | Serrano (0) |
| MF | Boquete (3)  | Corredera (3) | Losada (3)  | Putellas (3) | Meseguer (2) | Torrecilla (2) | Sampedro (0) |             |
| FW | Bermúdez (3) | Pablos (3)    | Borja (2)   | Hermoso (1)  | Vázquez (1)  |                |              |             |

| GK | Tirapu (4)  | Gallardo (0) | Pons (0)     |              |             |              |              |                |
| DF | Ibarra (4)  | Paredes (4)  | Torrejón (4) | García (3)   | Diéguez (1) | Landa (1)    | Nicolau (0)  |                |
| MF | Boquete (4) | Meseguer (4) | Putellas (4) | Calderón (3) | Losada (3)  | Vilanova (1) | Sampedro (0) | Torrecilla (0) |
| FW | Hermoso (4) | Martín (4)   | Bermúdez (3) | Vázquez (3)  | Borja (1)   |              |              |                |

| GK | Serra (4)       | Capa (0)      | Guisasola (0) |                |             |             |               |
| DF | M. Castillo (4) | Corominas (4) | Is (4)        | del Puerto (4) | Nohalez (3) | Zarza (1)   |               |
| MF | R. Castillo (4) | García (4)    | Fuentes (3)   | Puñal (2)      | Chivite (1) | Gimbert (0) | I. Parejo (0) |
| FW | Mateos (4)      | A. Parejo (4) | Prieto (4)    | Jiménez (3)    |             |             |               |